# Petar Alekszandrov
Petar Alekszandrov Alekszandrov, bolgárul: Петър Александров Александров; (Karlovo, 1962. december 7. –) bolgár válogatott labdarúgó.
A bolgár válogatott tagjaként részt vett az 1994-es világbajnokságon.

## Sikerei, díjai
Aarau
- Svájci bajnok (1): 1992–93

Egyéni
- A svájci bajnokság gólkirálya (2): 1994–95, 1995–96